# Forced Landing
Forced Landing è un film del 1941 diretto da Gordon Wiles.
È un film d'azione avventuroso statunitense ambientato in un paese immaginario del sud America con Richard Arlen, Eva Gabor, J. Carrol Naish, Nils Asther ed Evelyn Brent.

## Produzione
Il film, diretto da Gordon Wiles su una sceneggiatura di Edward Churchill e Maxwell Shane, fu prodotto da William H. Pine e William C. Thomas tramite la Pine-Thomas Productions e girato nei Fine Arts Studios, in California, dal 18 aprile all'inizio di maggio 1941.

## Distribuzione
Il film fu distribuito negli Stati Uniti nel luglio del 1941 al cinema dalla Paramount Pictures.
Altre distribuzioni:
- in Svezia il 28 agosto 1942 (Nödlandning)
- in Italia il 25 ottobre 1946
- in Francia il 5 marzo 1947
- ad Hong Kong il 19 febbraio 1948
- in Brasile (Aterrissagem Forçada)

## Promozione
Le tagline sono:
- DICTATORS vs. AMERICAS in a thrill-filled battle for mastery of the skies!
- Fifth Column Raids Pacific Base!